# Kieneria
Kieneria är ett fågelsläkte i familjen amerikanska sparvar inom ordningen tättingar. Släktet omfattar fem arter som förekommer från västra USA till Mexiko:
- Vitstrupig snårsparv (K. albicollis)
- Kanjonsnårsparv (K. fusca)
- Kaliforniensnårsparv (K. crissalis)
- Arizonasnårsparv (K. aberti)
- Rostnackad snårsparv (K. kieneri)

De fyra första arterna ovan placerades tidigare i släktet Pipilo, rostnackad busksparv i Melozone. Vanligen inkluderas Kieneria i Melozone.